# Strada provinciale 74 Mongardino
La strada provinciale 74 Mongardino è una strada provinciale italiana che collega i comuni di Sasso Marconi e Monte San Pietro della città metropolitana di Bologna.

## Percorso
Comincia a Sasso Marconi dalla SS 64 Porrettana e, nel suo primo tratto, fiancheggia il Rio Verde procedendo così in direzione ovest. Si allontana poi dal corso d'acqua per salire di quota e raggiungere le frazioni di Sant'Antonio di Sopra e Mongardino, nella circoscrizione di Tignano-Roma. Successivamente la strada scende nella valle del torrente Olivetta e si dirige verso nord. Dopo essere passata per le località di Molino Cesare e Roma, attraversa il Lavino e, appena entrata nel comune di Monte San Pietro, si conclude nella SP 26 presso Calderino.